# Trimethylzinnchlorid
Trimethylzinnchlorid ist eine chemische Verbindung aus der Gruppe der Trimethylzinn-Verbindungen die zu den zinnorganischen Verbindungen gehören.

## Gewinnung und Darstellung
Trimethylzinnchlorid kann durch Umsetzung von Tetramethylzinn mit Chlorwasserstoff hergestellt werden:
{\displaystyle \mathrm {Sn(CH_{3})_{4}\ +\ HCl\quad {\xrightarrow[{}]{}}\ ClSn(CH_{3})_{3}+\ CH_{4}} }

## Eigenschaften

### Physikalische Eigenschaften
Trimethylzinnchlorid ist ein weißer, brennbarer Feststoff mit einem Flammpunkt von 97 °C, der sich in Wasser langsam zersetzt.
Es hat in Benzol ein Dipolmoment von 3,46 Debye.

### Chemische Eigenschaften/Verwendung
Da der Chlorid-Ligand sehr reaktiv ist und leicht ersetzt werden kann, ist Trimethylzinnchlorid ein Ausgangsstoff zur Herstellung anderer Trimethylzinn-Verbindungen. So kann durch Reduktion von Trimethylzinnchlorid mit einem geeigneten Reduktionsmittel (z. B. Lithiumaluminiumhydrid) Trimethylzinnhydrid gewonnen werden:
{\displaystyle \mathrm {4\ ClSn(CH_{3})_{3}+\ LiAlH_{4}{\xrightarrow {}}\ 4\ HSn(CH_{3})_{3}\ +\ LiCl\ +\ AlCl_{3}} }
Die Umsetzung mit Lithiumalkylen liefert unter Bildung von Lithiumchlorid das entsprechende Trimethylalkylzinn:
{\displaystyle \mathrm {ClSn(CH_{3})_{3}+\ LiR{\xrightarrow {}}\ RSn(CH_{3})_{3}\ +\ LiCl\ \ R=Alkylrest} }

## Sicherheitshinweise/Toxizität
Trimethylzinnchlorid ist wie viele andere organische Zinnverbindungen als giftig eingestuft und muss daher mit entsprechender Vorsicht gehandhabt werden. Die toxischen Wirkung zielt insbesondere auf die Nieren und das zentrale Nervensystem, in höherer Dosis auch auf Leber, Nebennieren, Thymus, Milz, Harnblase, Hoden und Nebenhoden.
- Toxizität gegenüber Fischen: LC50 Oryzias latipes (48 h) 5,62 mg·l−1[1]
- Toxizität gegenüber wirbellosen Wassertieren: EC50 Daphnia magna (24 h) 0,47 mg·l−1[1]
- Toxizität gegenüber Algen: Wachstumshemmung EC50 Skeletonema costatum (72 h) 0,214 mg·l−1[1]
- Toxizität gegenüber Säugetieren: LD50 oral, Ratte 1,26 mg·kg−1[3]
- Bioakkumulationspotential: Cyprinodon sp. (Kärpfling) (45 d) 10 μg·l−1[1]